# Vítkův Kámen
Vítkův Kámen är ett berg i Tjeckien. Det ligger i den sydvästra delen av landet, 160 km söder om huvudstaden Prag. Toppen på Vítkův Kámen är 1 035 meter över havet, eller 246 meter över den omgivande terrängen. Bredden vid basen är 12,2 km.
Terrängen runt Vítkův Kámen är kuperad söderut, men norrut är den platt. Runt Vítkův Kámen är det ganska tätbefolkat, med 70 invånare per kvadratkilometer. Närmaste större samhälle är Větřní, 19,6 km nordost om Vítkův Kámen. I omgivningarna runt Vítkův Kámen växer i huvudsak blandskog.